# Beilbauchheringe
Die Beilbauchheringe (Pristigasteridae) leben in tropischen Küstenregionen des Atlantik, des Pazifik, und des Indischen Ozeans, vier Arten auch in Süßgewässern Südamerikas und Südostasiens. Es sind Schwarmfische.

## Merkmale
Die Fische werden 3,6 bis 80 Zentimeter lang, die meisten Arten bleiben unter 25 Zentimeter. Ihr auffälligster Unterschied zu anderen Heringsartigen ist ihre lange Afterflosse, die von 30 bis 92 Flossenstrahlen gestützt wird. Einigen Gattungen fehlen die Bauchflossen Das Maul ist meist oberständig, sonst endständig.

## Systematik

### Unterfamilie Pelloninae
Gemeinsames Merkmal der Unterfamilie Pelloninae ist eine von Knochen bedeckte Lücke zwischen Prämaxillare und Maxillare.
- Gattung Chirocentrodon Günther, 1868
  - Chirocentrodon bleekerianus (Poey, 1867)
- Gattung Ilisha Richardson, 1846Ilisha elongata im Angebot eines Supermarkts in Yuhuan

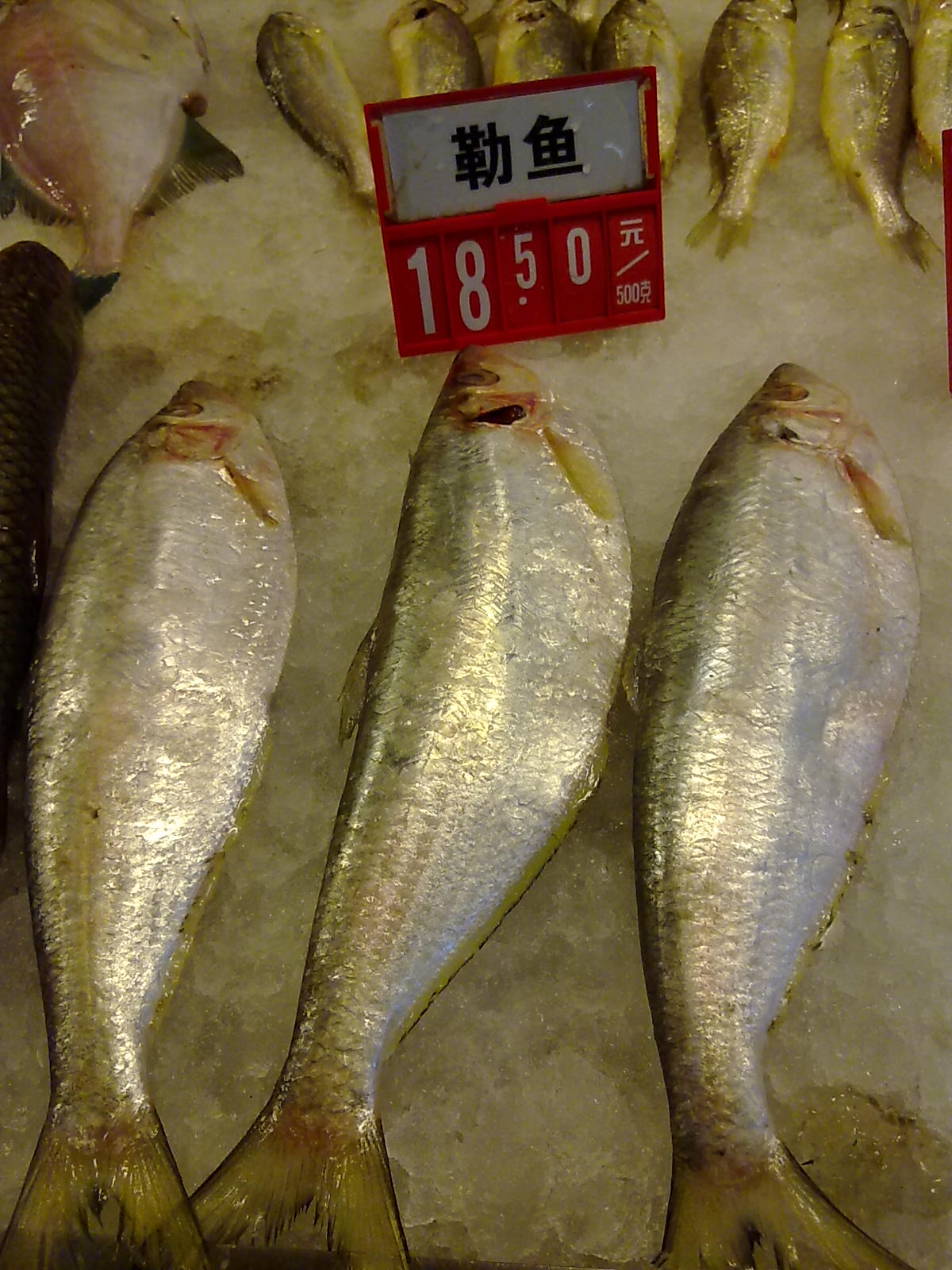
Ilisha elongata im Angebot eines Supermarkts in Yuhuan

  - Ilisha amazonica (Miranda Ribeiro, 1920) 
  - Ilisha compressa Randall, 1994
  - Ilisha elongata (Anoniem/Bennett, 1830) 
  - Ilisha filigera (Valenciennes in Cuvier & Valenciennes, 1847) 
  - Ilisha fuerthii (Steindachner, 1875) 
  - Ilisha kampeni (Weber and de Beaufort, 1913) 
  - Ilisha lunula Kailola, 1986 
  - Ilisha macrogaster Bleeker, 1866 
  - Ilisha megaloptera (Swainson, 1839) 
  - Ilisha melastoma (Bloch & Schneider, 1801) 
  - Ilisha novacula (Valenciennes in Cuvier & Valenciennes, 1847) 
  - Ilisha obfuscata Wongratana, 1983 
  - Ilisha pristigastroides (Bleeker, 1852) 
  - Ilisha sirishai Seshagiri Rao, 1975 
  - Ilisha striatula Wongratana, 1983
- Gattung Neoopisthopterus Hildebrand, 1948
  - Neoopisthopterus cubanus Hildebrand, 1948
  - Neoopisthopterus tropicus (Hildebrand, 1946)
- Gattung Pellona Valenciennes in Cuvier & Valenciennes, 1847Pellona flavipinnis
  - Pellona altamazonica Cope, 1872

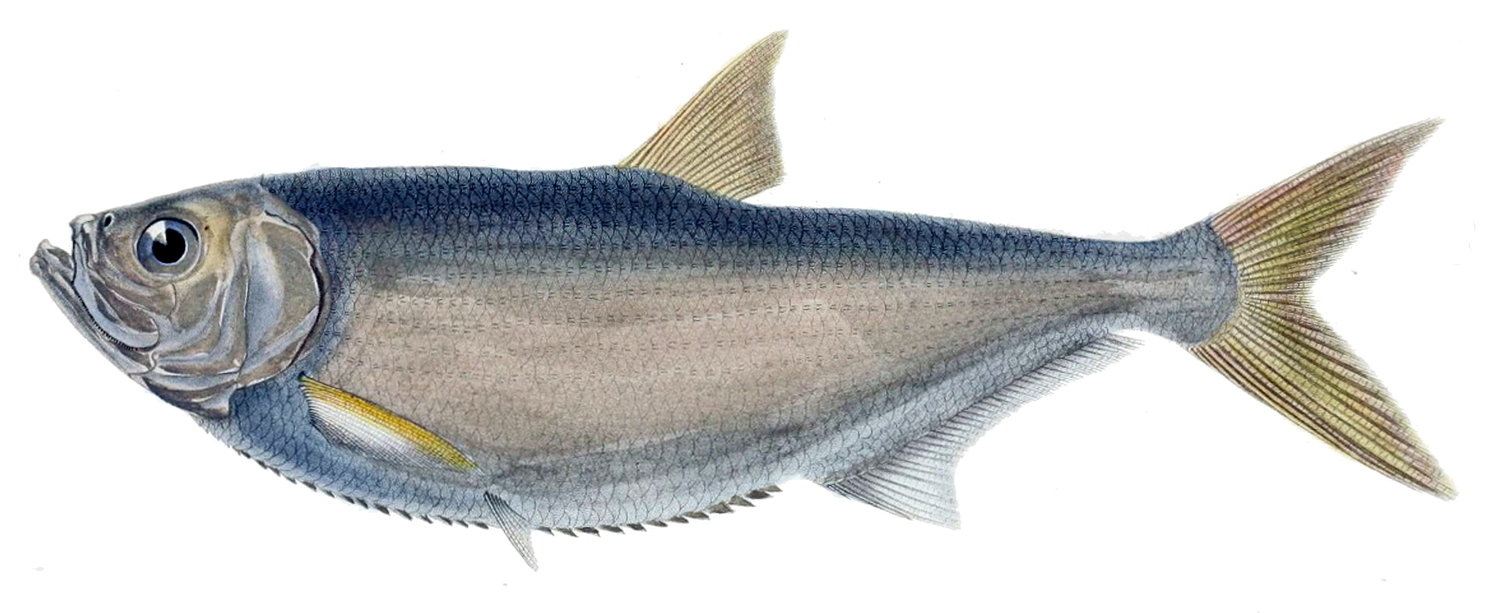
Pellona flavipinnis

  - Amazonas-Beilbauchhering (Pellona castelnaeana) Valenciennes in Cuvier & Valenciennes, 1847
  - Pellona dayi Wongratana, 1983
  - Pellona ditchela Valenciennes in Cuvier & Valenciennes, 1847
  - Pellona flavipinnis (Valenciennes, 1836)
  - Pellona harroweri (Fowler, 1917)
- Gattung Pliosteostoma Norman, 1923
  - Pliosteostoma lutipinnis (Jordan & Gilbert, 1882)

### Unterfamilie Pristigasterinae
Gemeinsames Merkmal der Unterfamilie Pristigasterinae ist ein knöcherner Auswuchs der ersten Bauchrippe, der mit dem Schultergürtel artikuliert.

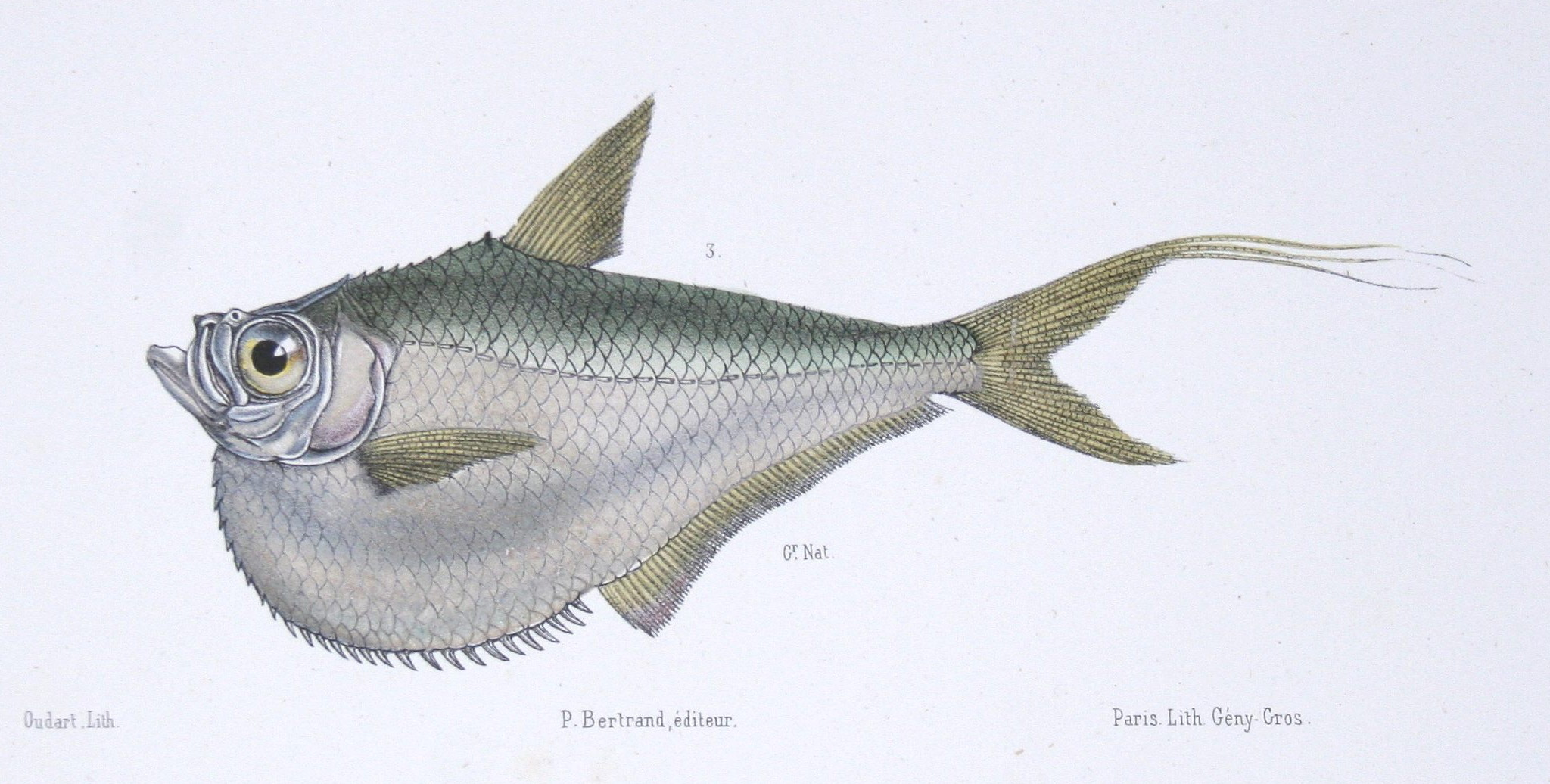
Amazonischer Beilbauchhering (Pristigaster cayana)
Zeichnung von Francis de La Porte de Castelnau

- Gattung Odontognathus Lacepède, 1800
  - Odontognathus compressus Meek & Hildebrand, 1923
  - Odontognathus mucronatus Lacepède, 1800
  - Odontognathus panamensis (Steindachner, 1876)
- Gattung Opisthopterus Gill, 1861
  - Opisthopterus dovii (Günther, 1868) 
  - Opisthopterus effulgens (Regan, 1903) 
  - Opisthopterus equatorialis Hildebrand, 1946 
  - Opisthopterus macrops (Günther, 1867) 
  - Opisthopterus tardoore (Cuvier, 1829) 
  - Opisthopterus valenciennesi Bleeker, 1872
- Gattung Pristigaster Cuvier, 1816
  - Amazonischer Beilbauchhering (Pristigaster cayana) Cuvier, 1829
  - Pristigaster whiteheadi Menezes & de Pinna, 2000
- Gattung Raconda Gray, 1831
  - Raconda russeliana Gray, 1831
- Gattung noch nicht bestimmt
  - „Ilisha“ africana (Bloch, 1795) [1]